# Flossie's New Peach-Basket Hat
Flossie's New Peach-Basket Hat è un cortometraggio muto del 1909. Il nome del regista non viene riportato nei credit del film.

## Trama
La modista porta a casa di Flossie il cappello che la giovane le ha ordinato dentro una scatola enorme, in un trionfo di fiori e di frutta. Flossie lascia la stanza e il cesto di frutta viene scambiato da Bridget per la merce del fruttivendolo. La domestica prende il cappello e lo porta con sé in cucina, mettendo le guarnizioni in ghiacciaia, mentre il cesto finisce nel bidone dei rifiuti. Viene ripreso dal fratellino, passa poi alla sorellina e finisce anche nelle mani del padre: quando Flossie lo recupera, riprende le guarnizioni superstiti e poi si chiude nella sua stanza a piangere. Nel frattempo, una fata buona taglia il cappello e porta a Flossie un nuovo copricapo, una creazione parigina all'ultima moda che le farà passare ogni tristezza.

## Produzione
Il film fu prodotto dalla Lubin Manufacturing Company.

## Distribuzione
Distribuito dalla Lubin Manufacturing Company, il film - un cortometraggio della lunghezza di 83,3 metri - uscì nelle sale cinematografiche statunitensi il 17 giugno 1909. Nelle proiezioni, veniva programmato con il sistema dello split reel, accorpato in un'unica bobina con un altro cortometraggio prodotto dalla Lubin, il comico Curing a Jealous Husband.